# Sion (rastafarianesimo)
Sion (o Zion nella grafia inglese) è un concetto fondamentale della teologia rastafariana in opposizione a quello di Babilonia. Il termine deriva dal monte Sion, un'altura di Gerusalemme, che rappresenta per la Bibbia ebraica e, per estensione, nel rastafarianesimo, la Terra promessa.

## Contesto storico
Il desiderio degli ebrei di ritornare a Sion durante la cattività babilonese venne adottato come metafora dagli schiavi afroamericani e dai neri rimasti oppressi dopo la Guerra civile, che bramano una patria sicura. Per alcuni tale metafora assume caratteri fisici e geografici molto concreti mentre per altri ha significati più trascendenti e simboleggia il Paradiso.

## L'elaborazione del concetto
Nella dottrina rastafariana Sion, chiamata anche la "Nuova Gerusalemme", rappresenta la terra dove si manifesta il Messia ed è dunque un'utopia di unità, pace e libertà in contrasto con la realtà demoniaca del mondo occidentale oppressivo e sfruttatore.
Viene individuata nell'Etiopia (talvolta intesa come Africa, in una vasta accezione del termine), e alcuni rastafariani, che si identificano con i moderni Figli di Israele si pongono come obiettivo quello del "ritorno" a Sion.

## Sion nella musica reggae
(Bob Marley, Rastaman Chant)
I testi di molte canzoni reggae sono ricchi di riferimenti a Sion. Tra gli esempi più conosciuti ci sono le canzoni di Bob Marley Zion Train e Iron Lion Zion, Rastaman di Bunny Wailer, Rivers of Babylon dei Melodians, Leaving Babylon dei Bad Brains, Road to Zion di Damian Marley e Nas, Forward Unto Zion degli Abyssinians, Kingdom of Zion di Alborosie.
Citazioni e richiami al concetto rastafariano di Sion talvolta sono stati inseriti anche in brani pop e rock per opera di artisti come Lauryn Hill, gli Of a Revolution, i Sublime, i Boney M..